# بایندفولگو
بایندفولگو شهری در شهرستان زیمتنگا در استان بام در بورکینافاسوی شمالی است و جمعیت آن ۹۲۹ نفر است.